# 丸田祥三
丸田 祥三（まるた しょうぞう、1964年9月22日 - ）は、日本の写真家。父は将棋棋士九段、日本将棋連盟元会長の丸田祐三。

## 略歴
1964年東京都新宿区生まれ。1987年、東映に入社。テレビ事業部勤務を経て、写真家として独立。1994年日本写真協会新人賞受賞。

## 人物
主に廃墟、廃線、少女、懐かしい街並みなどを撮影する。1994年、写真集「棄景―廃墟への旅」で日本写真協会新人賞を受賞。同書は1970年代から撮影された作品を含み、「『廃墟写真』の草分け」と評され、また80年代に端を発する廃墟ブームの流れに一石を投じたともいわれる。“くるり”のCD『青い空』のジャケット写真や、テレビ朝日の『ニュースステーション』のイメージショットにも使われた“朽ち果てた新幹線”の写真などでも知られている。また岩波書店の月刊誌『世界』や、『朝日新聞』、『日本経済新聞』などで、現代社会を考察する社会時評的な論文や長編エッセイを執筆。NHKの『おしゃれ工房』で写真講師を務める。小学館の『月刊IKKI』にグラビア写真を2005年1月号から2007年12月号まで連載。2009年にはDAISHI DANCEのCDSpectacleの、六種類に及ぶバージョンの違うジャケット写真すべてを担当した。2012年4月より『朝日新聞』火曜夕刊にて、廃墟的な写真連載「幻風景」を連載中。

## 主な著書
- 棄景－廃墟への旅（宝島社）1993年 ISBN 4796606513
- 棄景II－HIDDEN MEMORIES（洋泉社）1995年 ISBN 4896911598
- 棄景（洋泉社）1997年 ISBN 4896912691
- 東京－棄景III（洋泉社）1998年 ISBN 4896913167
- 1977鉄道少年の旅（洋泉社）1999年 ISBN 4896913841
- 少女物語－棄景IV（春秋社）2000年 ISBN 4393953177
- 日本風景論（春秋社）2000年 ISBN 4393331931 （切通理作との共著）
- 鉄道廃墟―棄景1971～ ヴィークル･グラフィック（JTB）2001年 ISBN 4533038239
- 廃車幻想―ポンコツ車からみえた「昭和」（彩流社）2003年 ISBN 4533038239
- 鉄道廃墟（筑摩書房）2004年 ISBN 4480039724
- 棄景/origin（自由国民社）2005年 ISBN 4426766060
- 棄景/V（自由国民社）2005年 ISBN 4426766052
- めくるたび～あなたに見せたい風景があります（小学館）2006年 ISBN 4093590850
- 廃電車レクイエム～昭和の空地にあった不思議なのりもの（岩波書店）2008年 ISBN 9784000244435
- 廃道 棄てられし道 （実業之日本社）2011年 ISBN 9784408008387 （平沼義之との共著）
- 問いかける風景 （産業編集センター）2012年 ISBN 9784863110663 （対談、コラム執筆は重松清）
- 眠る鉄道 SLEEPING BEAUTY （小学館）2012年 ISBN 4096820679
- 東京幻風景 （実業之日本社）2014年 ISBN 4408110434